# Dutch Open 1994
Il Dutch Open 1994 è stato un torneo di tennis giocato sulla terra rossa.
È stata la 37ª edizione del Dutch Open, che fa parte della categoria ATP World Series nell'ambito dell'ATP Tour 1994. 
Si è giocato ad Hilversum nei Paesi Bassi, dal 25 luglio al 1º agosto 1994.

## Campioni

### Singolare
Karel Nováček ha battuto in finale  Richard Fromberg con il punteggio di 7–5, 6–4, 7–6(7)

### Doppio
Daniel Orsanic /  Jan Siemerink hanno battuto in finale  David Adams /  Andrej Ol'chovskij con il punteggio di 6–4, 6–2